# Valença (Bahia)
|  |
|  |

Valença ist eine Hafenstadt im Bundesstaat Bahia in Brasilien. Auf einer Fläche von 1.195,6 km² beherbergt sie 96.507 Einwohner. Die Bevölkerungsdichte beträgt 80,92 Einwohner je km² (Stand 2015). Das Gemeindegebiet ist in die vier Distrikte Valença, Guerem, Maricoabo und Serra Grande aufgeteilt.

## Geschichte
Der Ort wurde vom Tupi-Stamm der Tupiniquins bewohnt, als sich zwischen 1557 und 1571 portugiesische Siedler unter Führung des wohlhabenden, jedoch despotisch waltenden Sebastião de Pontes hier dauerhaft niederließen. Nach der Inhaftierung Pontes stoppte die wirtschaftliche Entwicklung der Ponta do Curral genannten Siedlung, bis die Bewohner schließlich von Aimoré-Indianern des Botokuden-Volkes vertrieben wurden. Erst im 18. Jahrhundert vertrieben aus São Paulo ankommende Bandeirantes-Siedler unter Führung von João Amaro Maciel Parante die Aimoré wieder. Die Ortschaft war nun als Una bekannt. Am 23. Januar 1799 wurde sie unter dem Namen Vila de Nova Valença do Santíssimo Coração de Jesus zur Kleinstadt (Vila) erhoben und damit Sitz eines eigenen Kreises, durch Ausgliederung aus dem Kreis Cairu.
Am 10. November 1849 wurde Valença zur Stadt (Cidade) erhoben, unter dem Namen Industrial Cidade de Valença. Am 30. Dezember 1953 erhielt Valença unter der heutigen Bezeichnung seine heutige Struktur mit den vier Distrikten. Die Stadt hat etwa 22 bairros (urbane Stadtviertel).

## Wirtschaft und Tourismus
Valença ist heute als eines der Zentren für Meeresfrüchte und deren Zuchtfarmen bekannt, die bis in die Hauptstadt Salvador da Bahia verkauft werden. Touristen benutzen die Stadt als Durchgangsstation, um mit dem Boot oder über den Flughafen Valença (IATA-Flughafencode:VAL) per Flugzeug die Insel Morro de São Paulo zu erreichen. Einige Europäer und Argentinier verbringen hier ihren Ruhestand oder betreiben kleine Hotelbetriebe. Viele Valençaner hingegen fahren in das 10 km entfernte Guaibim, dem Strandort von Valença.
Sehenswert sind die alten Kirchen „Matriz do Sagrado Coração de Jesus“ von 1749 und „Nossa Senhora do Desterro“, die auf einen steilen Hügel liegt. Von ihr aus kann man die ganze Stadt und den Hafen sehen. Einen Besuch wert sind auch die Ruinen der alten Textilfabriken von 1844.

## Söhne und Töchter der Stadt
- João Antônio de Vasconcelos (1802–1880), Jurist, Richter am Obersten Bundesgericht, 1880 dessen Präsident
- Ângelo Moniz da Silva Ferraz (1812–1867), Jurist und Politiker, mehrmalige Wirtschafts- und Kriegsminister
- Zacarias de Góis (1815–1877), Rechtsanwalt und Politiker, mehrmaliger Minister
- Augusto Frederico de Lacerda (1836–1931), Ingenieur, Erbauer u. a. des bekannten Elevador Lacerda
- Fábio Lopes dos Santos Luz (1864–1938), Arzt, Schriftsteller und Anarchist
- Vital Soares (1874–1933), Rechtsanwalt und Politiker, 1928 Gouverneur des Bundesstaats Bahia
- Raymundo Galvão de Queiroz (* 1920), Briefmarkensammler, 1994 Autor eines Philatelie-Lexikons
- Washington César Santos (1960–2014), Fußballspieler
- Carlos Adriano de Sousa Cruz (* 1987), Fußballspieler

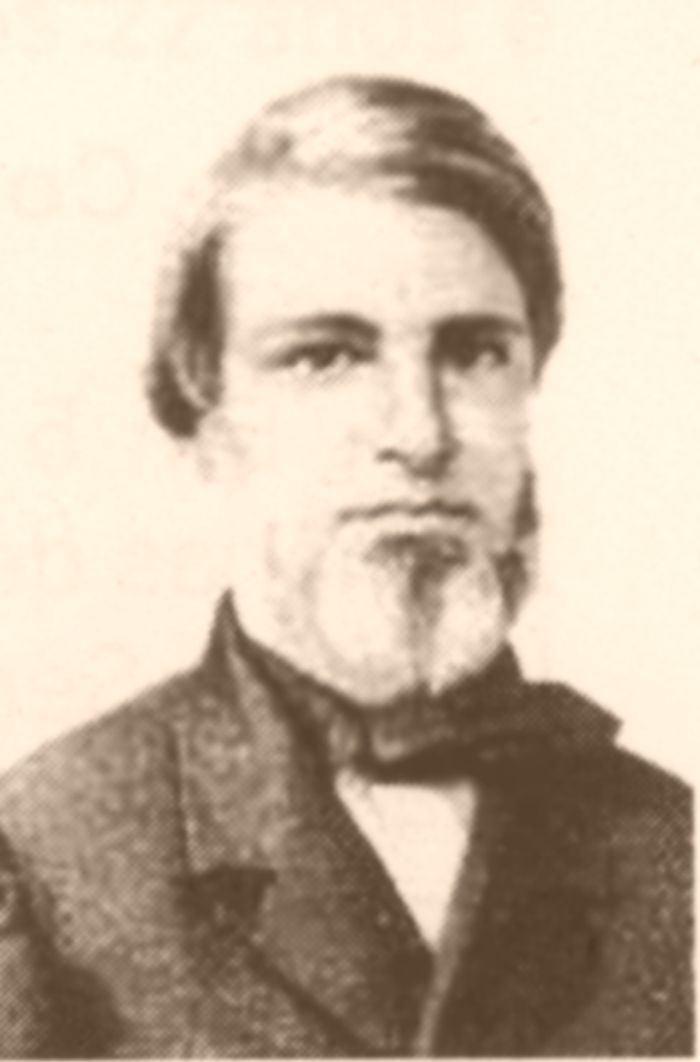
Ângelo Moniz da Silva Ferraz (um 1850)
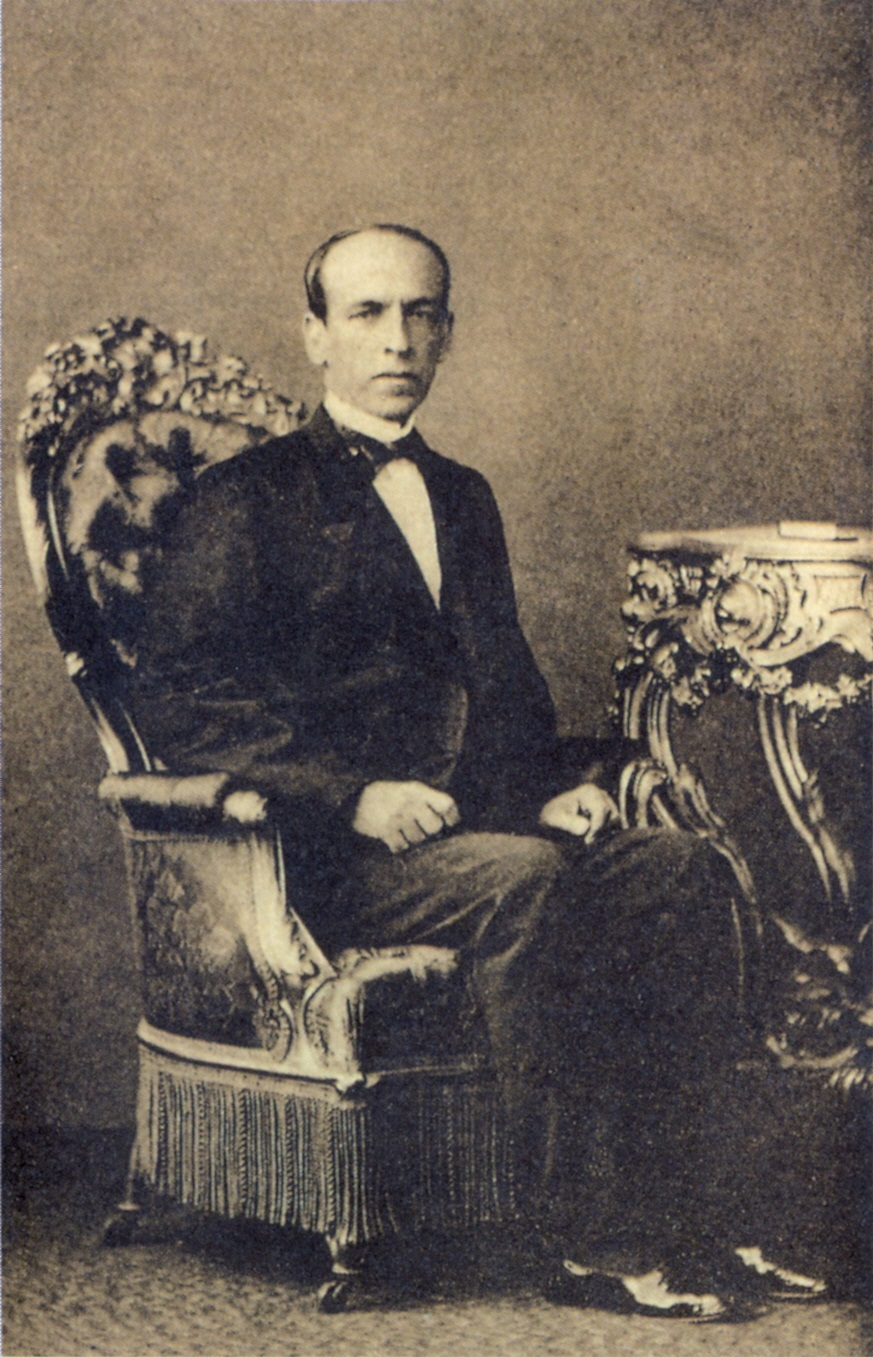
Zacarias de Góis (ca. 1866)
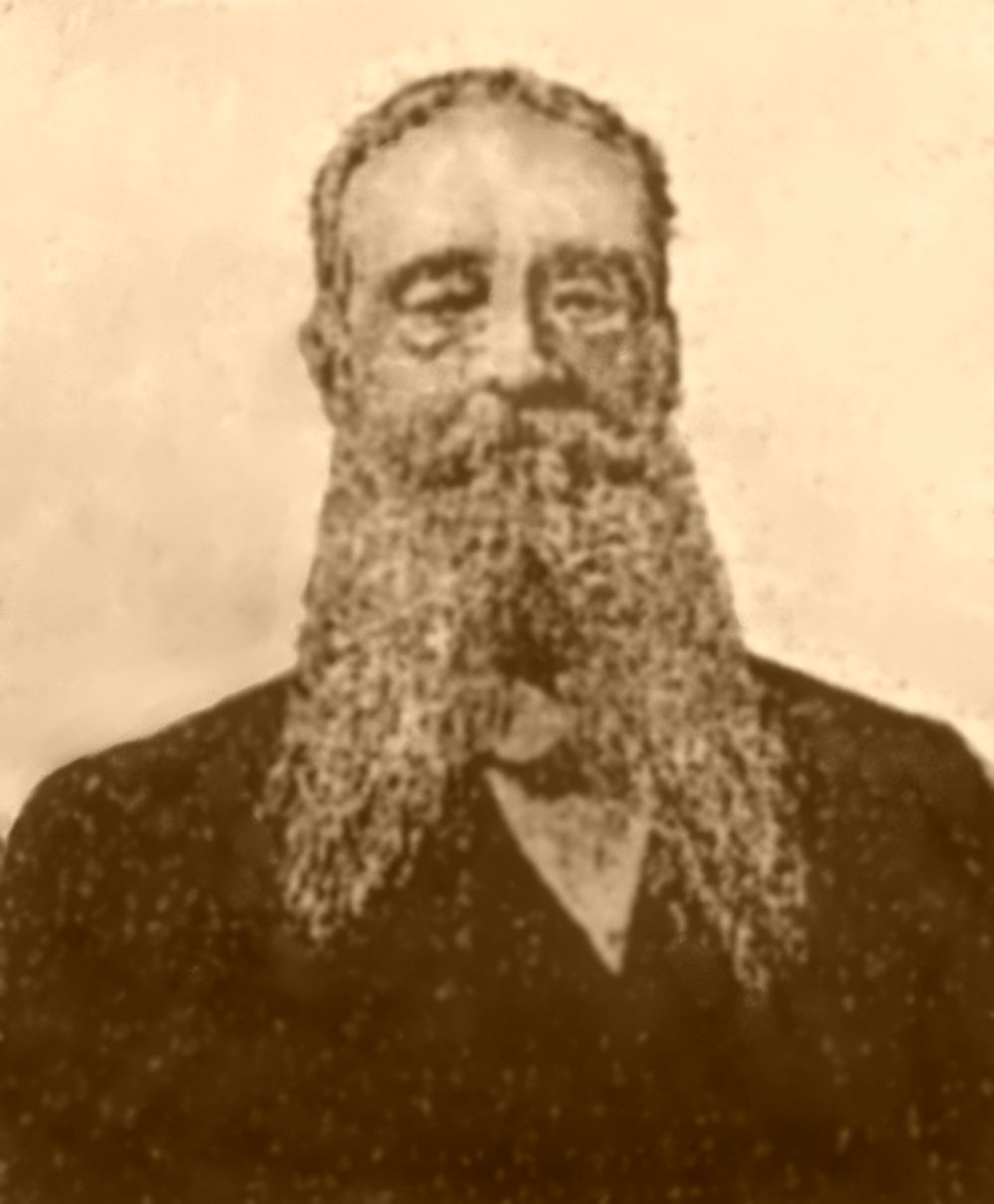
Augusto Frederico de Lacerda (um 1900)
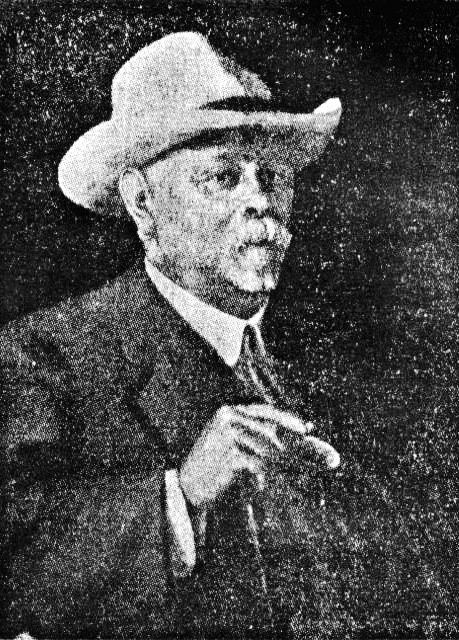
Fábio Lopes dos Santos Luz
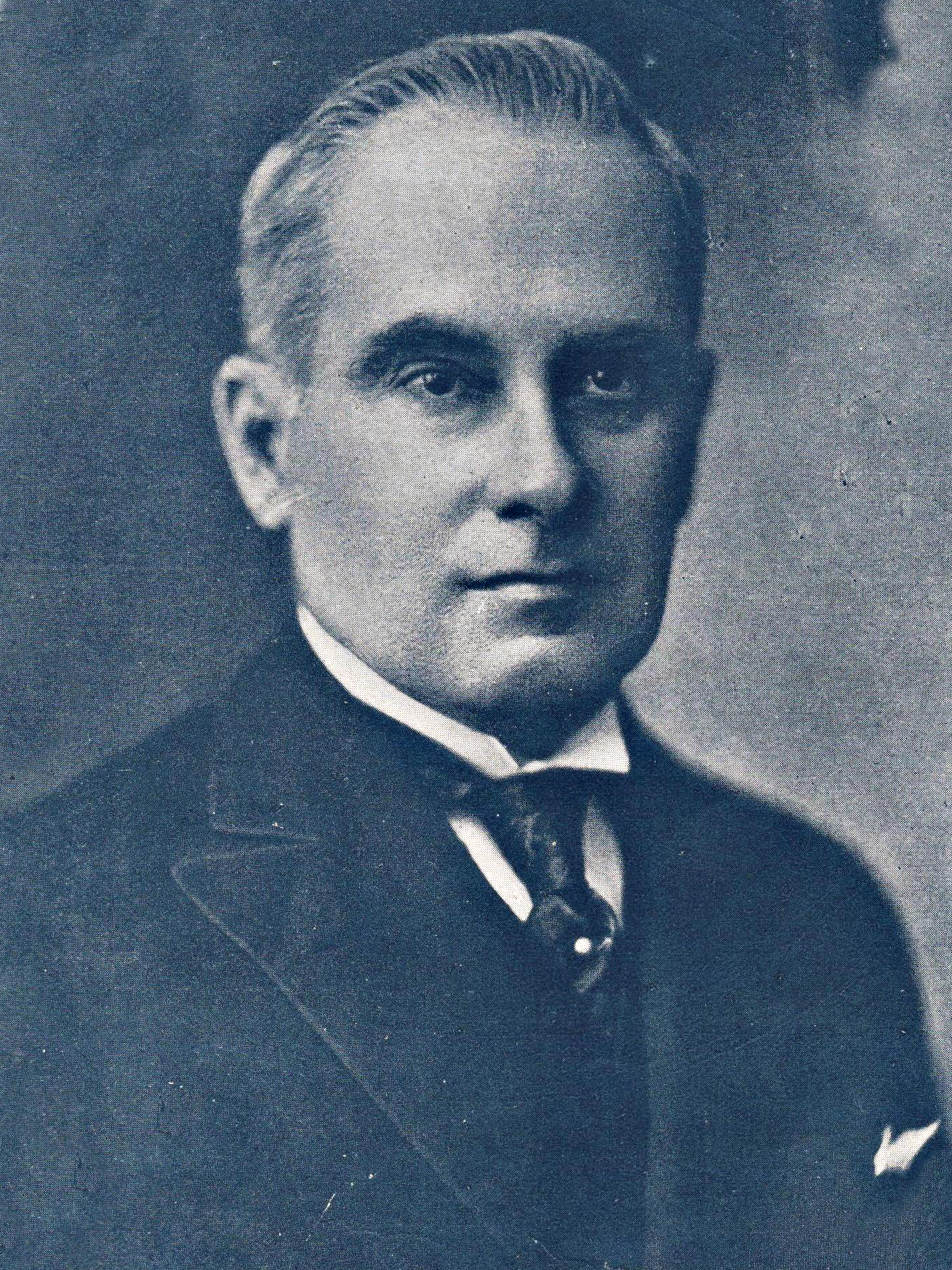
Vital Soares bei Amtsantritt als Gouverneur (1928)